# Düsong Mangdže
Düsong Mangdže (འདུས་སྲོང་མང་པོ་རྗེ།) byl mezi lety 676–704 tibetským králem.
Trůn přebral v roce 676 po svém otci Mangsong Mangcänovi. Podle záznamů dynastie Tchang se Düsong Mangdže chopil trůnu v osmi letech v roce 679 (podle Západního počítání v devíti letech). Pravděpodobně se narodil v roce 670 a měl šest či sedm let, když začal vládnout. Jelikož byl při nástupu na trůn velmi mlád, byl ustanoven jako regent druhý syn ministra Gar Töngcana.
Doba jeho vlády je spojena s výboji proti Číně. Düsong Mangdže měl zemřít v zemi Mjava, což by mělo být království Nan-čao v dnešní provincii Jün-nanu.